# Stazione di Loreto
Stazione di Loreto vasútállomás Olaszországban, Marche régióban, Loreto településen.

## Vasútvonalak
Az állomást az alábbi vasútvonalak érintik:
- Ancona–Lecce-vasútvonal

## Kapcsolódó állomások
A vasútállomáshoz az alábbi állomások vannak a legközelebb: 
- Stazione di Porto Recanati
- Stazione di Osimo-Castelfidardo